# Marek Kerles
Marek Kerles (* 21. března 1965 České Budějovice) je český spisovatel a novinář, syn jihočeského malíře, ilustrátora a karikaturisty Jaroslava Kerlese.

## Život a dílo
Marek Kerles se narodil v Českých Budějovicích 21. března 1965. Je nejstarším dítětem kreslíře, malíře a karikaturisty Jaroslava Kerlese. Vyrůstal s mladší sestrou Evou a bratrem Petrem. Na dětství a na otce vzpomínal i v jihočeském tisku. Vystudoval v Českých Budějovicích Gymnázium v Jírovcově ulici. Od roku 1995 pracuje v  médiích. Byl redaktorem Českobudějovických listů, osmnáct let pracoval pro Lidové noviny, tři roky pro časopis Týden. Pro Info.cz píše od října 2018. Zabývá se mimo jiné tématy souvisejícími s přírodovědou, publikuje v oblasti přírodních věd a ochrany životního prostředí a specializuje se na česko-rakouské a česko-německé vztahy. Pravidelně a různými cestami vystupuje na nejvyšší horu Blanského lesa Kleť. Žije v Českých Budějovicích.

### Knihy
- Kerles, Marek. Člověk a klíště. Jihočeská univerzita. Episteme. ISBN 978-80-7394-515-2
- KERLES, Marek. Jak se O stalo králem. Ilustrace Pavla FILIP NAVRÁTILOVÁ. 1. vydání. [Praha]: Thovt, 2015. 45 stran. Česká knížka. ISBN 978-80-87469-30-9
- KERLES, Marek. Povolání: Přírodovědec. České Budějovice: Jihočeská univerzita v Českých Budějovicích, 2018. 117 stran. ISBN 978-80-7394-712-5